# Onychognathus blythii
Onychognathus blythii е вид птица от семейство Скорецови (Sturnidae).

## Разпространение
Видът е разпространен в Джибути, Еритрея, Етиопия, Йемен и Сомалия.